# Compagnie générale de constructions téléphoniques
La Compagnie générale de constructions téléphoniques (CGCT) est une ancienne filiale française du groupe américain ITT investie dans le domaine des centraux téléphoniques
La Compagnie des Téléphones Thomson-Houston (CTTH), créée en 1915 comme filiale de Compagnie Française Thomson-Houston (CFTH) fut revendue à la holding américaine ITT en 1926, et prit alors le nom de Compagnie générale de constructions téléphoniques (CGCT).
La CGCT coexista avec l'autre filiale d'ITT Le Matériel Téléphonique (LMT) jusqu'à la nationalisation consécutive à l'élection de François Mitterrand à la présidence de la république en 1981. 
Avant la nationalisation, la CGCT produisait les centraux téléphoniques « Metaconta ».
En 1986, elle est privatisée et ses actifs sont répartis entre Alcatel-Thomson et Matra.